# Xã Southwest, Quận Crawford, Illinois
Xã Southwest (tiếng Anh: Southwest Township) là một xã thuộc quận Crawford, tiểu bang Illinois, Hoa Kỳ. Năm 2010, dân số của xã này là 97 người.